# Миома (Португалия)
Миома (порт. Mioma) — район (фрегезия) в Португалии, входит в округ Визеу. Является составной частью муниципалитета Сатан. Находится в составе крупной городской агломерации Большое Визеу. По старому административному делению входил в провинцию Бейра-Алта. Входит в экономико-статистический субрегион Дан-Лафойнш, который входит в Центральный регион. Население составляет 1174 человека на 2001 год. Занимает площадь 16,05 км².
Покровителем района считается Апостол Пётр (порт. S. Pedro).